# Lamprochernes indicus
Lamprochernes indicus är en spindeldjursart som beskrevs av Sivaraman 1980. Lamprochernes indicus ingår i släktet Lamprochernes och familjen blindklokrypare. Inga underarter finns listade i Catalogue of Life.